# استفانو روسینی
استفانو روسینی (انگلیسی: Stefano Rossini؛ زادهٔ ۲ فوریهٔ ۱۹۷۱) بازیکن فوتبال اهل ایتالیا است.
از باشگاه‌هایی که در آن بازی کرده‌است می‌توان به باشگاه فوتبال اینتر میلان، باشگاه فوتبال فیورنتینا، باشگاه فوتبال لچه، باشگاه فوتبال پارما، باشگاه فوتبال کرمونزه، باشگاه فوتبال پیاچنزا، باشگاه فوتبال یو. اس. پرگولیتزه، باشگاه فوتبال اودینزه، باشگاه فوتبال رجانا، باشگاه فوتبال آتالانتا، باشگاه فوتبال جنوآ، باشگاه فوتبال کومو، و باشگاه فوتبال ترنانا اشاره کرد.
وی همچنین در تیم ملی فوتبال Italy B بازی کرده‌است.